# Стадион имени Здзислава Кшишковяка
Стадион имени Здзислава Кжишковяка (пол. Stadion im. Zdzisława Krzyszkowiaka) — многофункциональный стадион, расположенный в городе Быдгощ (Польша). Вместимость стадиона составляет 20 247 зрителей. Стадион имени Здзислава Кжишковяка — домашняя арена футбольного клуба «Завиша».
Стадион был торжественно открыт 21 июля 1957 года в рамках спартакиады Поморского военного округа и футбольного турнира с участием 3-х команд: берлинского «Форвертса», краковского «Вавеля» и быдгощского «Завиши». В первый день турнира «Форвертс» разгромил «Вавель» 3:0. А на следующий день, 22 июля, свой первый матч на стадионе провела «Завиша», обыграв «Форвертс» со счётом 2:1.
В 2000 году была произведена модернизация стадиона: замена старых ветхих деревянных скамеек на пластиковые сидения, установлена новая система освещения. 25 июня 2003 года стадион был назван в честь Здзислава Кшишковяка, олимпийского чемпиона 1960 года в беге на 3000 метров с препятствиями. В 2007—2008 годах была произведена полная реконструкция и модернизация стадиона стоимостью в 41,9 млн злотых.
Помимо футбольных матчей на стадионе проходили важные международные соревнования по лёгкой атлетике: Чемпионат Европы среди юниоров 1979, Чемпионат мира среди юношей 1999, Чемпионат Европы среди молодёжи 2003, Чемпионат мира среди юниоров 2008 и другие. Кроме того стадион регулярно принимает чемпионаты Польши по лёгкой атлетике: в 1958, 1963, 1975, 1976, 1977, 1983, 1985, 1997, 2001, 2004, 2006, 2009 и 2011 годах.

## Матчи сборной Польши по футболу на стадионе
| № матча | Дата            | Счёт      | Соперник     | Голы за Польшу             | Соревнование                |
| ------- | --------------- | --------- | ------------ | -------------------------- | --------------------------- |
| 253     | 15 октября 1972 | 3:0 (2:0) | Чехословакия | Дейна 2, Гадоха            | товарищеский матч           |
| 370     | 24 мая 1981     | 3:0 (2:0) | Ирландия     | Иван, О’Лири (авт.), Огаза | товарищеский матч           |
| 428     | 7 октября 1986  | 2:2 (1:0) | КНДР         | Тарасевич, Карась          | товарищеский матч           |
| 438     | 2 сентября 1987 | 3:1 (3:0) | Румыния      | Лесняк 2, Рудый            | товарищеский матч           |
| 597     | 25 апреля 2001  | 1:1 (0:0) | Шотландия    | Калужный                   | товарищеский матч           |
| 608     | 17 апреля 2002  | 1:2 (0:2) | Румыния      | Хайто                      | товарищеский матч           |
| 636     | 28 апреля 2004  | 0:0 (0:0) | Ирландия     | —                          | товарищеский матч           |
| 670     | 2 сентября 2006 | 1:3 (0:0) | Финляндия    | Гаргула                    | отборочный турнир Евро 2008 |
| —       | 12 августа 2009 | 2:0 (0:0) | Греция       | Обраньяк 2                 | товарищеский матч           |
| —       | 18 ноября 2009  | 1:0 (1:0) | Канада       | Рыбус                      | товарищеский матч           |